# Coalició contra les Bombes de Dispersió

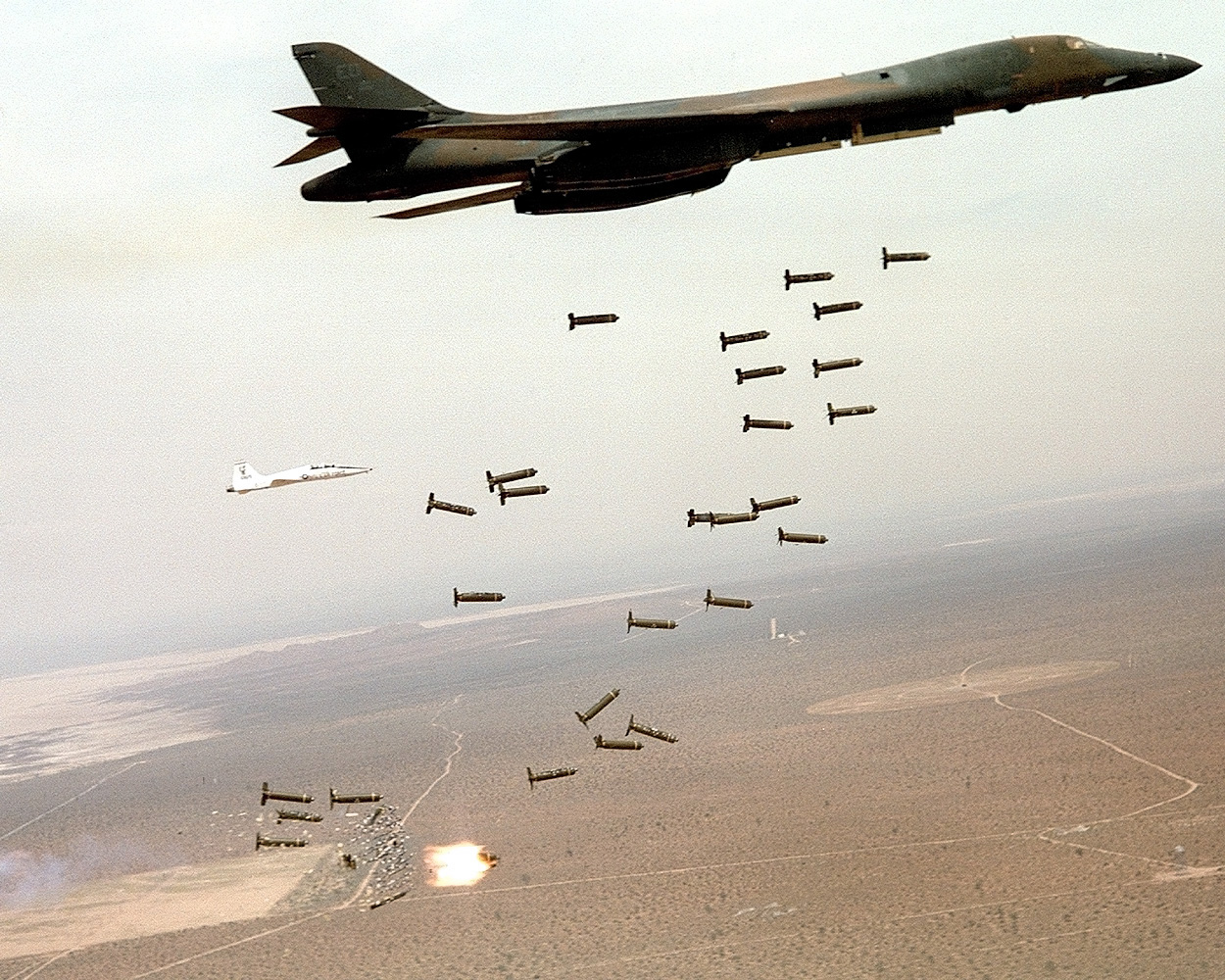
Un B-1 Lancer nord-americà saturant una àrea amb munició de dispersió

La Coalició contra les Bombes de Dispersió és una organització de societat civil internacional, compromesa a l'atur l'ús de les bombes de dispersió, un tipus d'arma que ha matat a gran quantitat de civils, que sovint té efectes indiscriminats, i que es troba emmagatzemat en els milers de milions en més de 70 països.
La Coalició, formada el novembre del 2003, és una xarxa d'organitzacions de la societat civil, incloent ONG, grups de fe, i organitzacions professionals. Inclou a organitzacions a nivell mundial com Amnistia Internacional, Human Rights Watch, així com a organitzacions nacionals com la Swedish Peace and Arbitration Society.
Totes aquestes organitzacions comparteixen l'objectiu comú de trobar la forma que aquestes armes deixin de causar ferits i morts entre les poblacions civils. A través de les seves activitats, la gent que forma la Coalició, ha seguit i ha après sobre l'impacte que tenen les bombes de dispersió contra els civils. Les organitzacions i individus que formen part de la Coalició han estat testimonis dels efectes causats per les bombes de dispersió a través de les seves accions i treball a les zones de conflicte, on proveeixen d'assistència a les víctimes, buiden àrees contaminades per submunicions, investiguen abusos en contra dels drets humans i les violacions en contra del dret internacional humanitari.
Els membres de la Coalició treballen tots junts en una campanya internacional exigint a diferents governs que deixin d'utilitzar les bombes de dispersió i que treballin cap a una nova llei internacional que s'ocupi d'aquesta arma problemàtica. Els membres de la Coalició estan compromesos a la protecció dels civils en zones de conflicte i l'estricta implementació de les lleis de la guerra. Els membres de la Coalició treballen per la justícia, el dret internacional humanitari i els drets humans.
El 2008 van propiciar la Convenció sobre Bombes de Dispersió, adoptada per 107 estats el 30 de maig.